# توشیهیرو هوریکاوا
توشیهیرو هوریکاوا (انگلیسی: Toshihiro Horikawa؛ زادهٔ ۲۸ مهٔ ۱۹۸۹) بازیکن فوتبال اهل ژاپن است.